# Ambassade d'Algérie au Gabon
L'ambassade d'Algérie au Gabon est la représentation diplomatique de l'Algérie au Gabon, qui se trouve à Libreville, la capitale du pays.

## Ambassadeurs d'Algérie au Gabon
- -2020 : Mohamed-Antar Daoud
- Depuis 2020 : Abdelhak Aissaoui